# Ryszard Jarzembowski
Ryszard Jarzembowski (ur. 24 grudnia 1945 w Wedlu, zm. 9 sierpnia 2021 we Włocławku) – polski polityk, dziennikarz. Senator II, III, IV i V kadencji (1991–2005), w latach 2001–2005 wicemarszałek Senatu V kadencji.

## Życiorys
Urodził się w Niemczech, gdzie przebywali jego rodzice, deportowani do pracy przymusowej. Ukończył technikum łączności w Warszawie ze specjalnością w zakresie teletransmisji; w latach 1964–1966 odbył służbę wojskową w pułku artylerii w Jarosławiu. Pracę zawodową rozpoczął jako monter urządzeń łączności. W 1978 ukończył studia na Wydziale Dziennikarstwa i Nauk Politycznych Uniwersytetu Warszawskiego.
Był redaktorem naczelnym czasopisma „Alchemik” wydawanego we Włocławku (1976–1984). W 1984 został rzecznikiem prasowym wojewody włocławskiego, ukończył w związku z tą pracą w 1988 podyplomowe seminarium dla rzeczników prasowych wojewodów i ministrów w Centrum Podyplomowego Kształcenia Pracowników Administracji Państwowej w Warszawie. Od 1982 współpracował jako reporter z Pomorską Rozgłośnią Polskiego Radia.
W latach 1966–1990 był członkiem Polskiej Zjednoczonej Partii Robotniczej, następnie należał do Socjaldemokracji Rzeczypospolitej Polskiej, a w 1999 przystąpił do Sojuszu Lewicy Demokratycznej. W 1990 został wybrany do rady miejskiej Włocławka, odnawiał mandat w 1994 i 1998. W latach 1994–1995 pełnił funkcję przewodniczącego rady, później kierował klubem radnych SLD. Od stycznia 1995 do października 1997 był zastępcą kierownika Urzędu do spraw Kombatantów i Osób Represjonowanych. W 1991, 1993 i 1997 z ramienia SLD uzyskiwał mandat senatora II, III i IV kadencji z województwa włocławskiego. W 2001 po raz czwarty został wybrany z okręgu toruńskiego, powołano go na funkcję wicemarszałka Senatu. W Senacie przewodniczył Klubowi Senatorów SLD-UP „Lewica Razem”, pracował w Komisji Spraw Zagranicznych, Komisji Kultury i Środków Przekazu oraz Komisji Nauki, Edukacji i Sportu. W 2005 bez powodzenia ubiegał się o reelekcję, a w 2006 o mandat radnego Sejmiku Województwa Kujawsko-Pomorskiego.
Jako działacz sportowy był członkiem władz klubu sportowego Kujawiak Włocławek i Włocławskiego Towarzystwa Wioślarskiego. Zainicjował działalność Stowarzyszenia Urodzonych w Niewoli Niemieckiej. Członek Włocławskiego Towarzystwa Naukowego i Stowarzyszenia Dziennikarzy Rzeczypospolitej Polskiej. Autor m.in. publikacji Włocławski sport (1992), a także współautor słownika biograficznego Zasłużeni dla Włocławka (1991).
Zmarł 9 sierpnia 2021. 13 sierpnia pochowany na cmentarzu komunalnym we Włocławku (kw. 48/8/168).